# Čestice (Rychnov nad Kněžnou)
Čestice es una localidad del distrito de Rychnov nad Kněžnou en la región de Hradec Králové, República Checa, con una población estimada a principio del año 2018 de 592 habitantes. 
Se encuentra ubicada al noreste de la región, cerca de la orilla del río Orlice —un afluente derecho del río Elba— de los montes Orlické (Sudetes centrales) y de la frontera con Polonia y la región de Pardubice.